# نوما
نوما (به انگلیسی: NoMa) یک منطقهٔ مسکونی در ایالات متحده آمریکا است که در واشینگتن، دی.سی. واقع شده‌است.